# 尤利亞加島

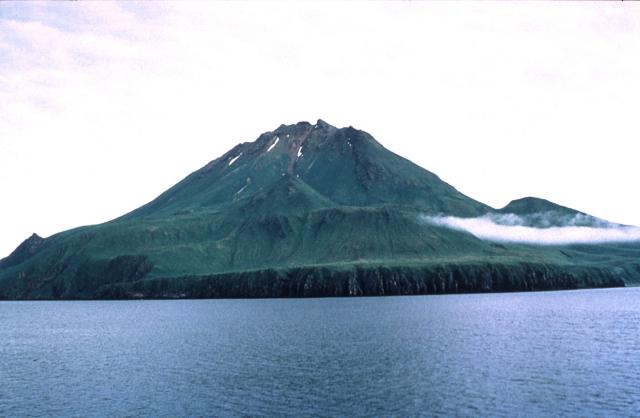

尤利亞加島是美國的島嶼，位於太平洋海域，屬於四山群島的一部分，由阿拉斯加州負責管轄，直徑約3.8公里，最高點海拔高度888米，島上無人居住。
53°03′58″N 169°46′00″W / 53.06611°N 169.76667°W